# Valdesamario
Valdesamario es un municipio y lugar español de la provincia de León, en la comunidad autónoma de Castilla y León. Cuenta con una población de 175 habitantes (INE 2024).
La localidad de Valdesamario dispone de cuatro barrios agregados: La Garandilla, El Castro, La Parte y La Velilla. También forman parte del municipio las poblaciones de La Utrera, Paladín, Ponjos y Murias de Ponjos.

## Geografía

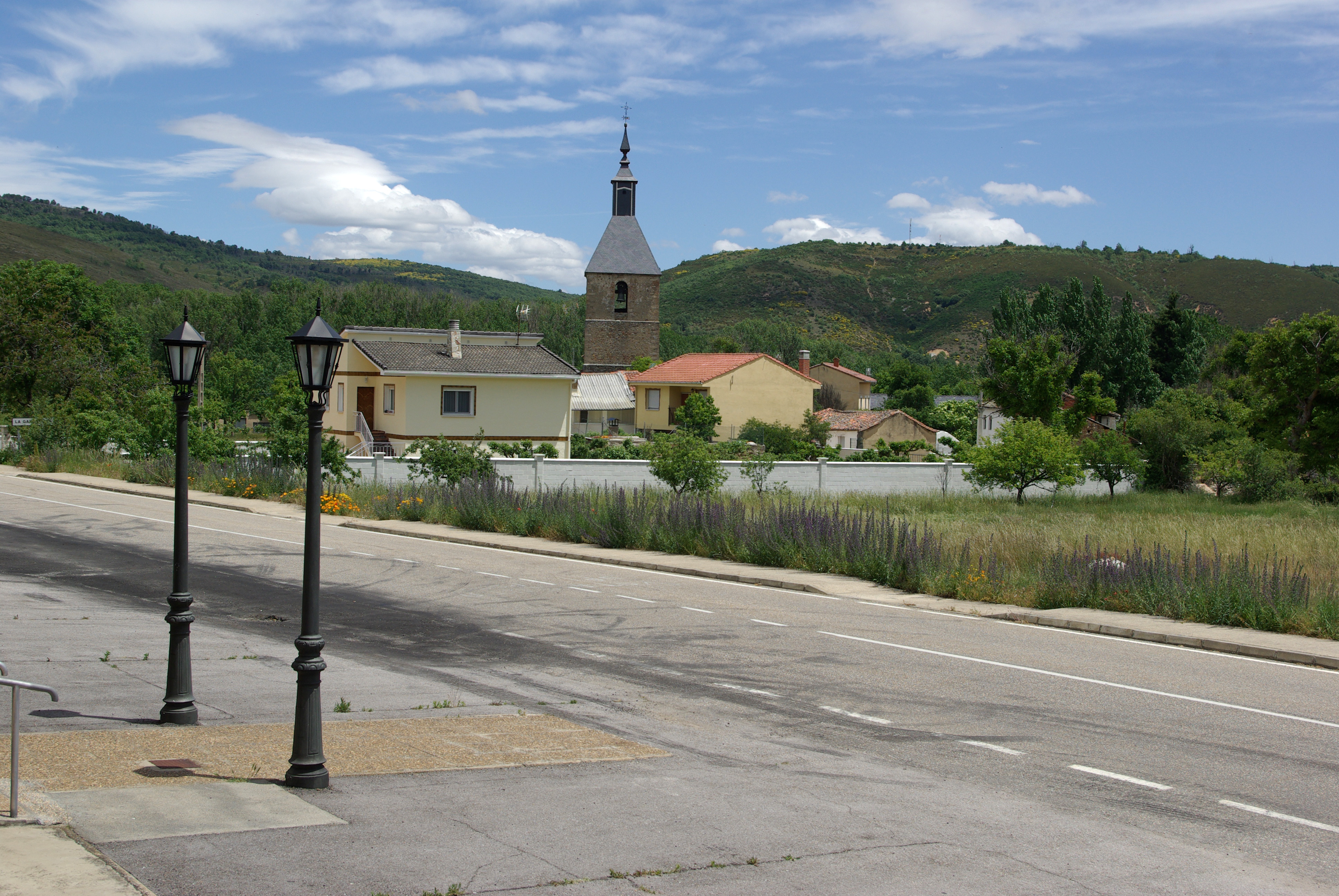
Vista general de La Garandilla, núcleo de población de Valdesamario

La localidad de Valdesamario está situada en el límite meridional de la cordillera Cantábrica, al este de la sierra de Gistredo, en la confluencia de los ríos Valdesamario y Omaña. Se encuentra a 40 km de León. Las poblaciones más cercanas son Ponjos, a unos  7 km, La Utrera y Paladín, a 4 km cada una y Trascastro de Luna (municipio de Riello), a 5 km. Desde León se llega al pueblo tomando la carretera de Santa María a Valdesamario desde la CL-623 y continuando por la LE-460.
El municipio ocupa el valle de su mismo nombre. Limita al oeste con El Bierzo, al norte con la comarca de Omaña y al sur con La Cepeda. Por las características geográficas de su entorno, se lo considera parte de Omaña, aunque históricamente Valdesamario ha estado asociado a La Cepeda.
| Noroeste: Riello    | Norte: Riello              | Noreste: Soto y Amío           |
| Oeste: Igüeña       |                            | Este: Las Omañas               |
| Suroeste Villagatón | Sur: Quintana del Castillo | Sureste: Quintana del Castillo |

### Clima
Según la clasificación climática de Köppen, el municipio se encuentra en la zona climática Csb, caracterizada por temperaturas medias anuales por debajo de los 9 °C, precipitaciones generalmente por encima de los 1000 mm, nevadas invernales y veranos secos.

## Naturaleza

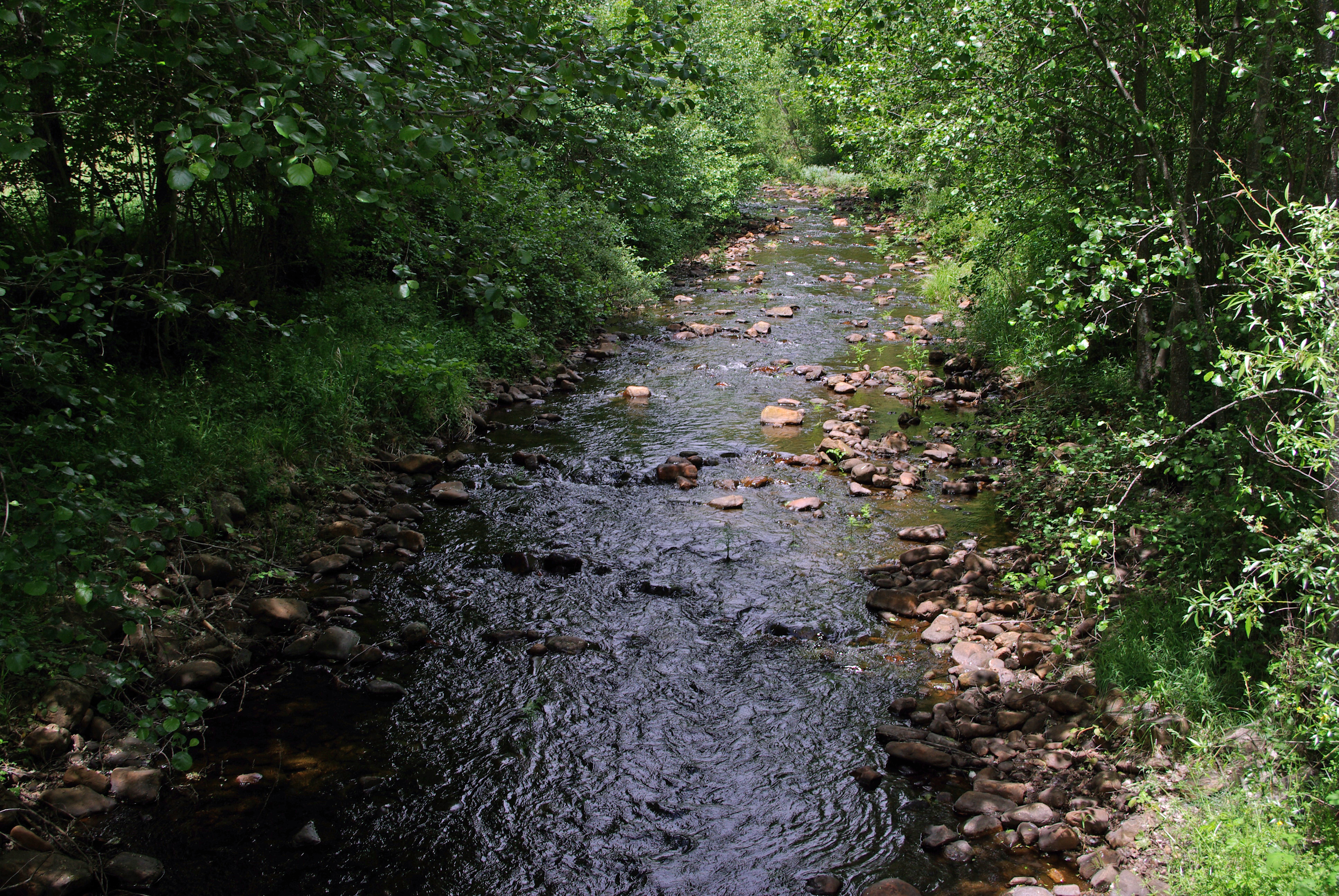
El Valdesamario, río truchero

### Fauna y flora
Entre las especies vegetales de importancia en el municipio destacan los robles (Quercus robur y Quercus pyrenaica y la vegetación de matorral (por ejemplo, brezos y escobas). Los abedules se pueden encontrar en las zonas próximas a ríos y arroyos. Una parte de la superficie forestal se ha repoblado con pinos.
Respecto a las especies animales, son abundantes las aves, destacando las perdices y las aves rapaces diurnas. Una especie muy importante por encontrarse al borde de la extinción es el urogallo, amenazado por los proyectos de parques eólicos. Otras especies destacables son el lobo, corzo, jabalí y la liebre de piornal, esta última endémica en el norte de España.
El río Valdesamario es renombrado por sus truchas, a pesar de que casi llegaron a desaparecer debido a la contaminación provocada por las minas de carbón en conjunción con la disminución del cauce a raíz de la construcción del embalse en Murias de Ponjos.

### Geología
El terreno ocupado por el municipio de Valdesamario está formado por cuarcitas, areniscas y pizarras de origen cámbrico y ordovícico, con un afloramiento del Carbonífero, notable por sus depósitos de carbón, de cierta importancia económica. En 2006 se halló un yacimiento de fósiles vegetales de gran interés científico, saqueados en 2010.

## Historia

### Antes delsigloX
El primer indicio de pobladores en Valdesamario es el castro de Garandilla, cuya construcción se atribuye a tribus de cultura astur durante la Edad del Bronce. En tiempos de la ocupación romana la región adquirió importancia por sus depósitos auríferos. En el valle del río Valdesamario se realizaba la explotación a cielo abierto, de lo que quedan varios vestigios en la actualidad. También quedan restos de la llamada Rodera asturiana, una vía secundaria que comunicaba Astorga con Asturias,  con sendos ramales atravesando Ponjos y la Garandilla. Debido a la gran escala de la explotación en la época de mayor auge de la minería (siglos I y II), se tuvo que recurrir mano de obra esclava traída de otros lugares.
No hay ninguna información específica sobre Valdesamario y sus alrededores desde los tiempos romanos hasta el siglo IX, por lo cual se desconoce si hubo una ocupación ininterrumpida del territorio o se repobló totalmente tras el inicio de la reconquista.

### Siglos X - XIX
Aparte de una referencia a Soto y Amío en el año 876, hay documentos que hablan de la tierra de Omaña en el 993. Pero, es a partir de esta cita cuando se empiezan a hacer frecuentes las fuentes escritas:
- 1072: Se habla de un lugar en Tierra de Omaña, denominado Miravalles, arroyo y lugar que está cerca de Trascastro, en el camino tradicional a Riello. Este lugar de Miravalles y Trascastro vuelven a ser citados en 1234 en documentos del Monasterio de Carrizo.

- 1100: Otra vez Amío es confirmado como perteneciente a la Iglesia de Oviedo por el rey Alfonso VI. También aparecen referencias a Camposalinas (1215), Villayuste (1174) y Carrizal (1119).

- 1260: Aparece citado Riello con motivo de la compra y linderos de una finca.

Estos pueblos citados no son de Valdesamario, pero al estar muy próximos es posible que compartieran características comunes. La primera referencia a pueblos del municipio de Valdesamario está en un documento de la catedral de Astorga del año 1048, en el que se habla de Murias de Omaña, hoy Murias de Ponjos. 
- 1162: Un documento de Otero de las Dueñas habla de Castro, Inicio, Samario y San Jacobo del Muinnillo (Santiago del Molinillo).

- 1228: El territorio pertenecía al obispo de Astorga.

- 1253: En San Martín de la Falamosa había un cillero del Obispado de Oviedo. Cillero era el que tenía a su cargo guardar los diezmos que se pagaban a la iglesia. Los guardaba en la cilla o granero al efecto.

- 1262: Se cita a Viliella (La Velilla) en territorio de Samario y del Obispado de Astorga. Se refería al barrio de La Velilla. En este mismo documento se indica que Samario, nunca Valdesamario, era una pequeña gobernación o comarca separada.

- 1480: Se habla de Paladín, como perteneciente al Valdellamas (Llamas de la Ribera).

- 1751: Ponjos pertenecía a la Cepeda.

### SiglosXIXyXX
Entre 1800 y 1825: Valdesamario y sus barrios, incluida La Utrera, pertenecían a la jurisdicción de La Cepeda. La Utrera figura siempre como barrio de Valdesamario, al lado de La Garandilla, El Castro y La Velilla.
1845 es un año clave. España se estructura por primera vez en provincias, las actuales, y se crean unas subdivisiones administrativas que se llamaron municipios o ayuntamientos. Antes de esta fecha el territorio nacional era reconocido a través de las circunscripciones eclesiásticas, Arzobispados, Obispados y Arciprestazgos. Cuando era territorio de un conde o un marqués, se decía que pertenecía a una merindad. Las merindades estaban administradas por un merino, encargado de la intendencia y cobradores de impuestos para sus señores. Así, Samario, en 1753 pertenecía a la Merindad de la Cepeda, de la Marquesa de Astorga. Bajo la nueva administración territorial Valdesamario, sus barrios y La Utrera pasan a formar parte de Inicio en 1845. En esta misma fecha, Paladín pertenece al municipio de Santa María de Ordás y Ponjos y Murias al de Sueros de Cepeda.
Valdesamario estuvo interrumpidamente perteneciendo al Ayuntamiento de Inicio desde 1845 a 1925. Durante la dictadura de Miguel Primo de Rivera se hace una reestructuración administrativa con nuevos municipios, más acordes con la realidad histórica. Se crea el Ayuntamiento de Valdesamario, que comprenderá La Utrera, La Garandilla, El Castro, La Velilla, La Parte, Ponjos y Murias de Ponjos, además del propio Valdesamario en 1925.

## Demografía

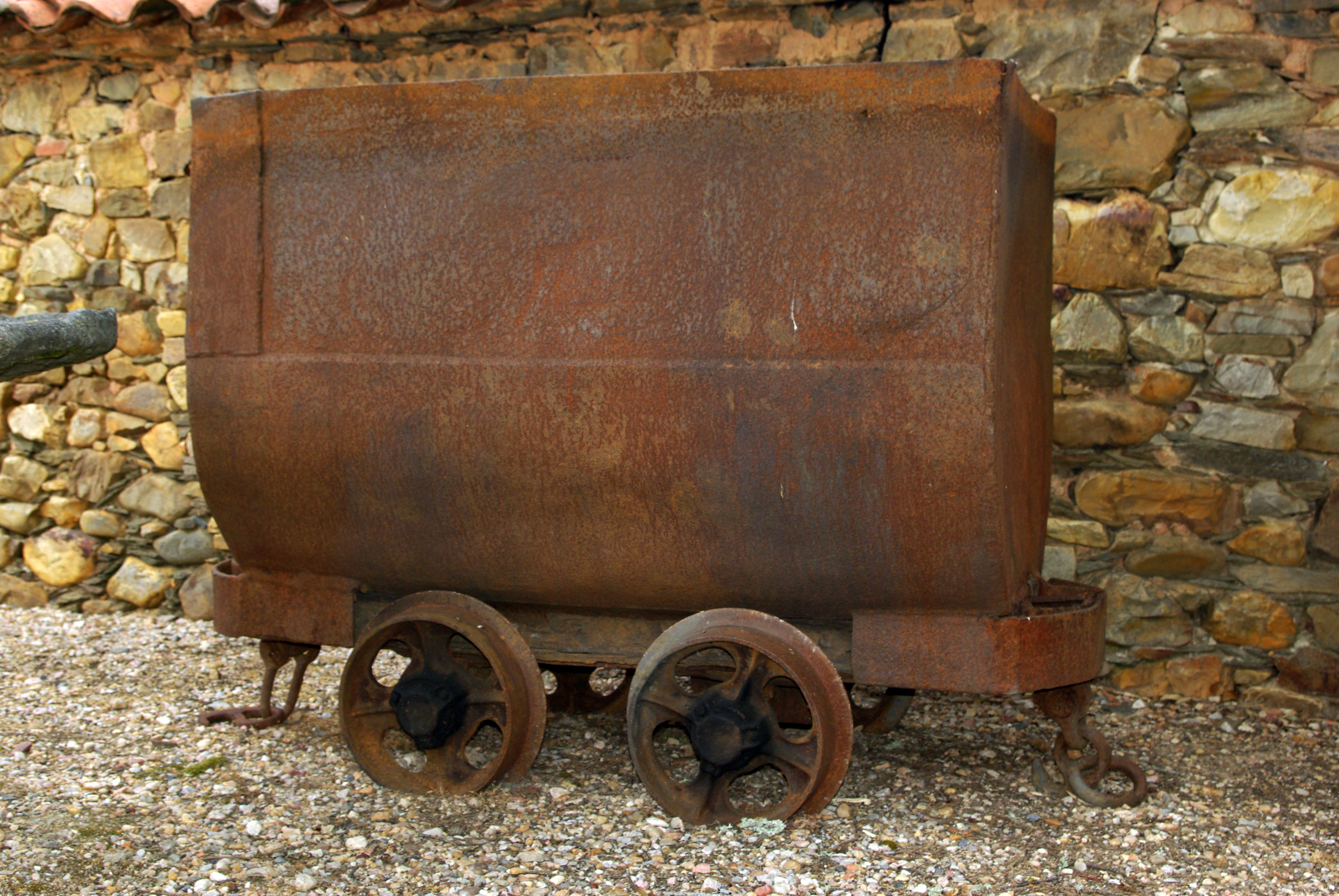
La minería del carbón fue una de las principales actividades económicas de Valdesamario hasta finales del

Cuenta con una población de 175 habitantes (INE 2024). Como en numerosas zonas de la provincia de León, existe una tendencia a la baja del número de habitantes, causada principalmente por la emigración; esta tendencia se inició a principios del siglo XX; se frenó a comienzos de la segunda mitad, para acelerarse a finales del mismo siglo, coincidiendo con el cierre de las explotaciones mineras y mejores oportunidades laborales en el resto del país. El envejecimiento de la población es muy acusado, con un 25 % de la población mayores de 80 años y sin llegar al 7 % los menores de 25.
| Gráfica de evolución demográfica de Valdesamario entre 1857 y 2021 |
| |
| Población de derecho según los censos de población del INE Población de hecho según los censos de población del INE Entre el censo de 1857 y el anterior aparece este municipio porque se segrega de Campo de la Lomba |

## Economía
Hasta mediados del siglo XX tenían importancia el cultivo de centeno, patatas y de huertas de regadío, ambos dedicados principalmente al autoconsumo; también se cultivaba el lino. Según Madoz, había algunos molinos harineros y telares de lienzos del país. La ganadería era muy importante, así como la caza mayor y menor, la pesca de truchas y anguilas y la extracción de carbón y de madera.
Más de la mitad de la población activa tiene como ocupación la agricultura, aunque los cultivos han sido abandonados al emigrar la población, y la mayoría de las tierras se utilizan para pastos y la explotación forestal. La otra mitad está empleada en los sectores de servicios y la construcción. Existe un alto nivel de desempleo (el 17% en 2010).
El parque eólico «Espina» se encuentra en parte ubicado en el municipio.

## Cultura

### Lengua
El leonés, idioma tradicional de Valdesamario, se encuentra actualmente en retroceso frente al castellano; el leonés del valle del Valdesamario cuenta con ciertos rasgos particulares, y se han hecho esfuerzos para recopilar y preservar su morfología, fonética y vocabulario ante la amenaza que sufre por la despoblación de la zona y el envejecimiento de la población.La publicación más importante sobre la pervivencia del leonés y el habla tradicional de esta zona de la Omaña Baja es la obra "El habla tradicional de la Omaña Baja (2010), de la profesora y lingüista Margarita Álvarez Rodríguez.

### Arquitectura
La arquitectura tradicional utiliza predominantemente la piedra y la madera como materiales de construcción. Las casas suelen ser de planta rectangular, con cubiertas inclinadas. En ocasiones se adornaban las fachadas con el blasón familiar, como el que se conserva en Ponjos.

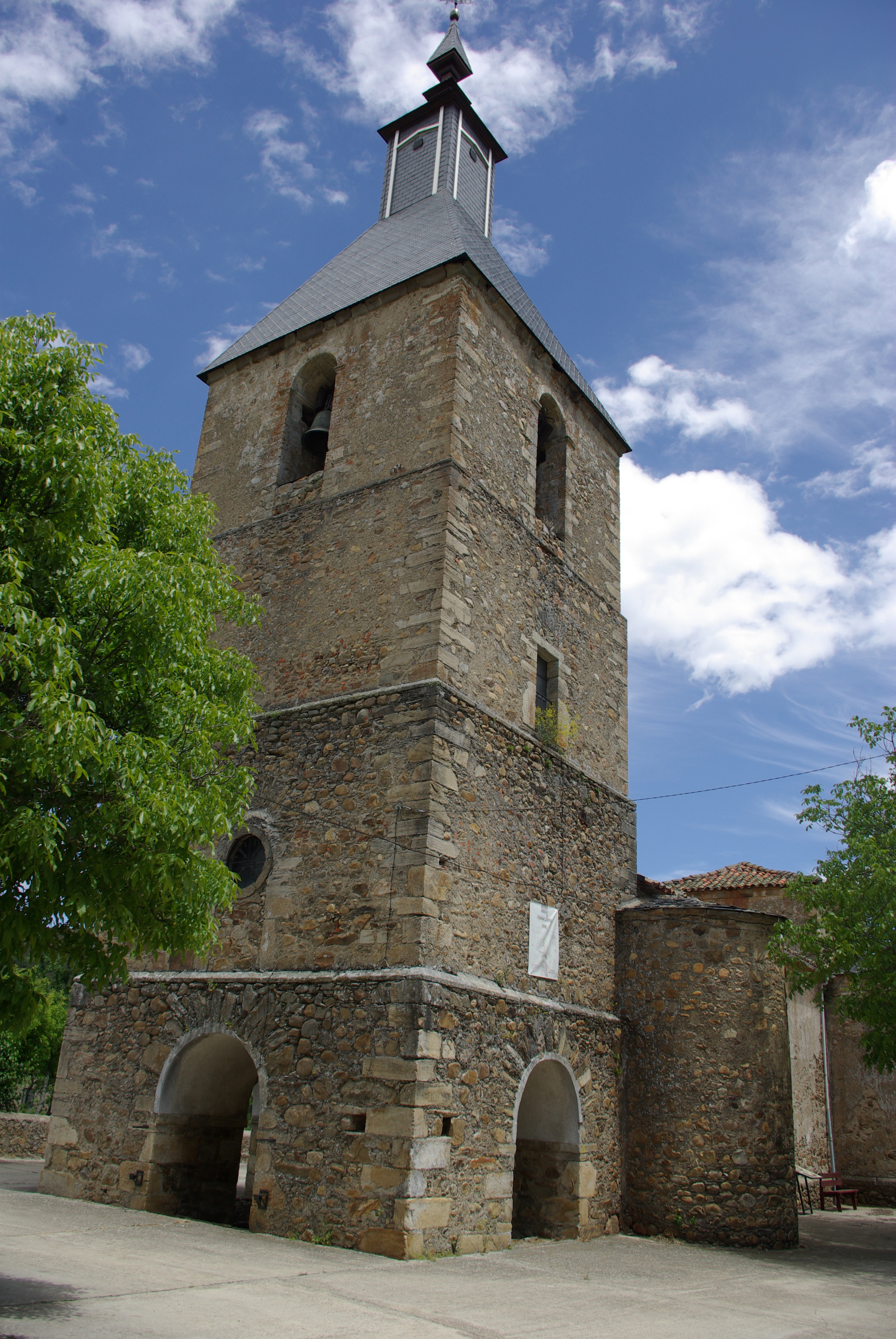
Torre del santuario de la Garandilla

Las iglesias suelen ser la edificación más destacada en los pueblos integrantes del municipio. Los campanarios son en espadaña, con una o dos campanas. De especial renombre es el Santuario de La Garandilla, dedicado a la Virgen de las Angustias y conocido en la comarca como «la catedral de Omaña». El edificio, de traza herreriana, es del siglo XVIII y se encuentra asentado sobre un templo más antiguo, posiblemente del siglo XII. La torre, con el tejado rematado por chapiteles, es el elemento arquitectónico más distintivo y ha sido restaurada en 2008. Del santuario procede una talla de la Virgen con el Niño Jesús del siglo XIII, que se encuentra actualmente en el Museo Diocesano de León.

### Fiestas
Muchas de las festividades en el municipio de Valdesamario están asociadas a eventos religiosos. Se celebran Navidad, el día de los Reyes Magos, la Semana Santa y el Corpus Christi y las fiestas de los santos y vírgenes patrones de cada pueblo: San Juan y la Virgen de las Angustias en Valdesamario, San Pedro en Paladín, San Antonio en Ponjos y Santa María en La Utrera.
Una festividad tradicional a destacar es la romería de la Virgen de las Angustias, el 8 de septiembre, a cuya feria acudían numerosos vecinos y comerciantes de las comarcas vecinas y hasta de Asturias.
La romería de Pascua, en la que la Virgen de las Angustias era trasladada en procesión desde La Garandilla a la iglesia parroquial de Valdesamario, se ha comenzado a celebrar en siglo XXI, después de que la tradición se perdiera durante varias décadas.